# Conrad Christensen
Conrad Adolf Christensen (Oslo, 1882. január 25. – Oslo, 1950. december 30.) olimpiai bronzérmes norvég tornász.
Az 1912. évi nyári olimpiai játékokon tornában svéd rendszerű összetett csapatversenyben bronzérmes lett.
Klubcsapata az Oslo Turnforening volt.